# Saiyan (chanson)
Pour l’article homonyme, voir Saiyan.
Saiyan est un single du rappeur français Heuss l'Enfoiré sorti le 2 juin 2023, en featuring avec le rappeur Gazo. Le single est certifié single de diamant 4 mois après sa sortie.

## Reprises
Une intelligence artificielle qui prend pour voix la chanteuse Angèle a repris le morceau 2 mois après la sortie de l'originale .

## Classements et certifications

### Classements
| Classements (2023)                      | Meilleure position |
| --------------------------------------- | ------------------ |
| Belgique (Wallonie Ultratop 50 Singles) | 8                  |
| France (SNEP)                           | 2                  |
| Suisse (Schweizer Hitparade)            | 53                 |

### Certifications
| Région                                                                                                 | Certification | Ventes/Streams |
| --- | ------------- | -------------- |
| France (SNEP)                                                                                          | Diamant       | 50 000 000*    |
| *Ventes selon la certification ^Mise en rayon selon la certification xNon précisé par la certification |               |                |